# Michaelhouse, Cambridge

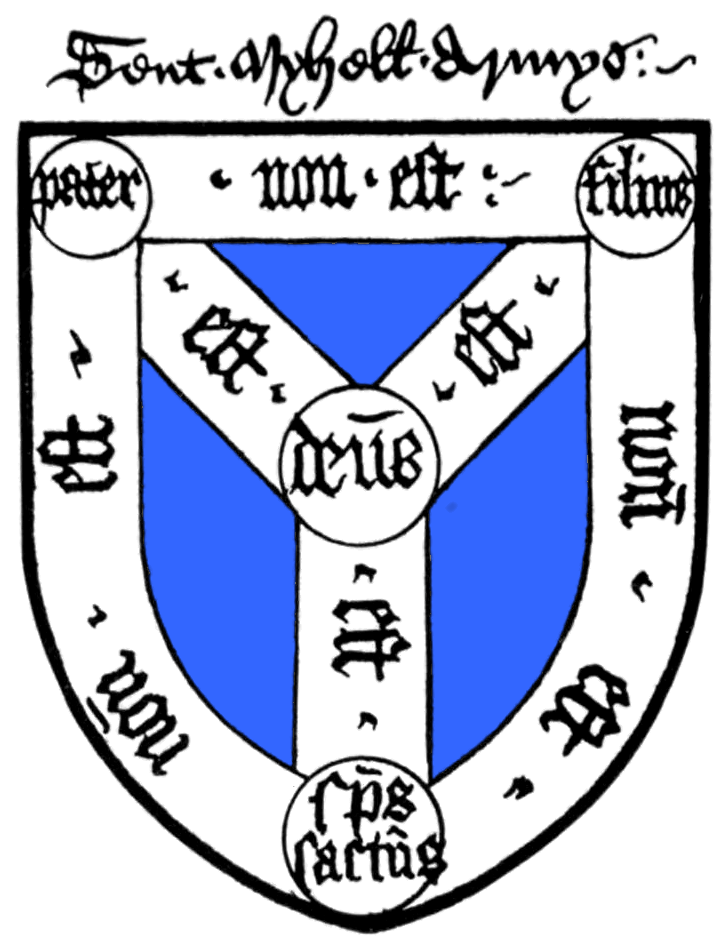
Heraldiskt vapen för Michaelhouse med Treenighetens sköld som under medeltiden ansågs vara ärkeängeln Mikaels attribut.

Michaelhouse är ett före detta college vid universitetet i Cambridge, som existerade mellan 1323 och 1546, då det slogs samman med King's Hall för att bilda Trinity College. Michaelhouse var det andra colleget som grundades, efter Peterhouse (1284). Även om King's Hall grundades tidigare under 1317, fick den inte några faktiska lokaler förrän den återgrundades av Edvard III 1336. Namnet Michaelhouse används nu för St Michaels Church.

## Historia
Michaelhouse grundades formellt på Michaelmas-dagen 1324 som ett college för forskare i Holy Orders och är uppkallat efter församlingskyrkan med samma namn som ligger på Cambridges magna strata eller High Street (dagens Trinity Street). Colleget grundades av Hervey de Stanton, Edvard II:s finansminister och Lord Chief Justice (Chief Justice of the Pleas) i England, och grundades mellan våren 1323 och hösten 1324. Den 28 maj 1323 erhöll de Stanton från Dera de Madingley advowson (eller rätt att presentera) till församlingen St Michael samt dess mässa på High Street "för hundra silvermark". Den 16 mars 1323/4 köpte de Stanton för ytterligare hundra silvermark en stor egendom belägen på St Michael's Lane, komplett med en muromgärdad trädgård och en kaj vid floden Cam som ägdes av Robert Buttetourte.

### Stadga och etablering
I maj 1324 utfärdade Edvard II ett kungligt privilegiebrev till det nya colleget. Den 31 augusti 1324 utfärdade biskopen av Ely, John Hotham, sitt eget privilegiebrev. Dagen därpå lade John de Crauden, prior vid den monastiska stiftelsen i Ely, till sitt godkännande under kapitlets sigill. Kungen, biskopen och priorn lämnade de Stanton fria händer vid utnämningen av skolans första rektor och utarbetandet av stadgar för hans college. På Mikaelsdagen det året utsågs prästen Walter de Buxton till skolans första rektor.

### Utbyggnad av skolan

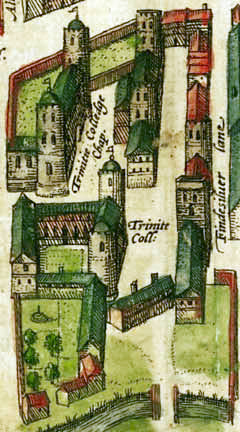
Karta över Trinity College från 1575 som visar byggnaderna King's Hall (överst till vänster) och Michaelhouse (överst till höger) före Neviles rekonstruktion (öster är överst)

Den 11 november 1324 erhöll Hervey de Stanton rektor Adam de Trumpingtons egendomar för sitt college. Ungefär samtidigt beordrade han att sockenkyrkan skulle byggas om i gotisk stil för att användas som kapell. Efter sin död på Alla själars dag 1325 begravdes de Stanton i det ofullbordade koret. Hans testamentsexekutorer, John de Illegh och Alexander Walsham, fortsatte expansionen av skolan genom att köpa ytterligare egendomar mellan St Michael's Lane (dagens Trinity Lane) och floden, ett område som nu upptas av det sydvästra hörnet av Trinity Great Court och Nevile's Court. Bland annat köptes 1329 två vandrarhem söder om St Michael's Lane och Milne Street (dagens Trinity Hall Lane), Ovyng and Garret Hostel. Den senare gav sitt namn till vägen som ledde till floden.
Vid Michaelmas 1337 förvärvade de Illegh ytterligare ett bostadshus i anslutning till King's Hall, känd som Crouched Hall eller Newmarket Hostel. Två fastigheter belägna på St Michael's Lane fullbordar den tidiga expansionen: Joan de Refhams testamente 1549 av hennes hem och butiker ledde till inrättandet av St Katherine's Hostel och förvärvet 1353 av ett hus som ägdes av ärkediakonen av Norfolk och som gav plats åt St Gregory's Hostel. Den senare har med största sannolikhet fått sitt namn från invigningen av ett av kapellen i St Michaels Church. Vid mitten av 1300-talet tog Michaelhouse upp större delen av det nuvarande sydvästra hörnet av Trinity Colleges Great Court och New Court, och förvärvade ytterligare mark som nu upptas av Trinity's Scholars' Lawn och Wren Library. Till skolans kärnfastighet hörde en farbar bäck och ett dike som bildade en naturlig avgränsning mot den intilliggande allmänningen och King's Hall. Skolan gynnades av ett antal andra lokala egendomar och ytterligare donationer. Även om dess byggnader aldrig var storslagna utan av en storlek som passade den lilla församlingen (salen mätte bara cirka 26 meter gånger 12 meter), hade Michaelhouse vid tiden för dess upplösning en årlig inkomst på över 140 pund, cirka 50 pund högre än den för St Peter's Monastery i Westminster (Westminster Abbey).

## Rektorer vid College of St Michael
- Walter de Buxton, präst, 1324
- Henry Granby, fl. 1418[4]
- John Fisher, 1497-1505

## Reformationen och upplösning
Under hela sin existens förblev skolan ett studiehus för präster med en konservativ teologisk grundsyn. Den främste exponenten för detta tänkande är förmodligen John Fisher, som tjänstgjorde som rektor mellan 1497 och 1505. Som kansler för universitetet spelade Fisher en avgörande roll i grundandet av St John och Christ. Som biskop av Rochester behöll han den konservativa hållningen i fråga om kunglig överhöghet och kung Henrik VIII:s reformationsåtgärder, som delades av stora delar av Michaelhouse-brödraskapet, vilka, mer framträdande och högljudda i hans fall, slutligen ledde till Fishers avrättning 1535.
Ironiskt nog använde sig Henrik VIII av samma åtgärder som utmanades av Michaelhouse-lärarkåren för att upplösa colleget. Efter klosterupplösningen i England fruktade universitetet i Cambridge med rätta för framtiden för sina skolor, av vilka många var religiösa stiftelser eller studiehus för präster. Universitetet kunde använda sina kontakter för att göra en petition till drottningen, Katarina Parr, som i sin tur övertalade Henrik att skona de flesta skolorna. Faktum är att de två skolor som stod inför upplösning, tillsammans med stora landområden som förvärvats genom upplösningen av klostren, så småningom skulle ge en ny kunglig grund som passade hans storhet. År 1546 upplöstes Michaelhouse genom ett parlamentsbeslut och slogs samman med sin granne King's Hall för att bilda Trinity College. Trinity är fortfarande en av de största skolorna och den rikaste skolan på universitetet.
Till skillnad från de få kvarvarande resterna av King's Hall norr om King Edward's Tower, efter byggandet av Trinity Great Court i slutet av 1500-talet, finns inte mycket kvar av de ursprungliga Michaelhouse-byggnaderna, även om dess stenar troligen fungerade som färdigt byggnadsmaterial. Salen anpassades för att användas av det nya colleget 1546, men dess väggar är nu dolda bakom 1700-talsmålningen av köken och kombinationsrummen söder om den nuvarande matsalen.

## St Michael's Church

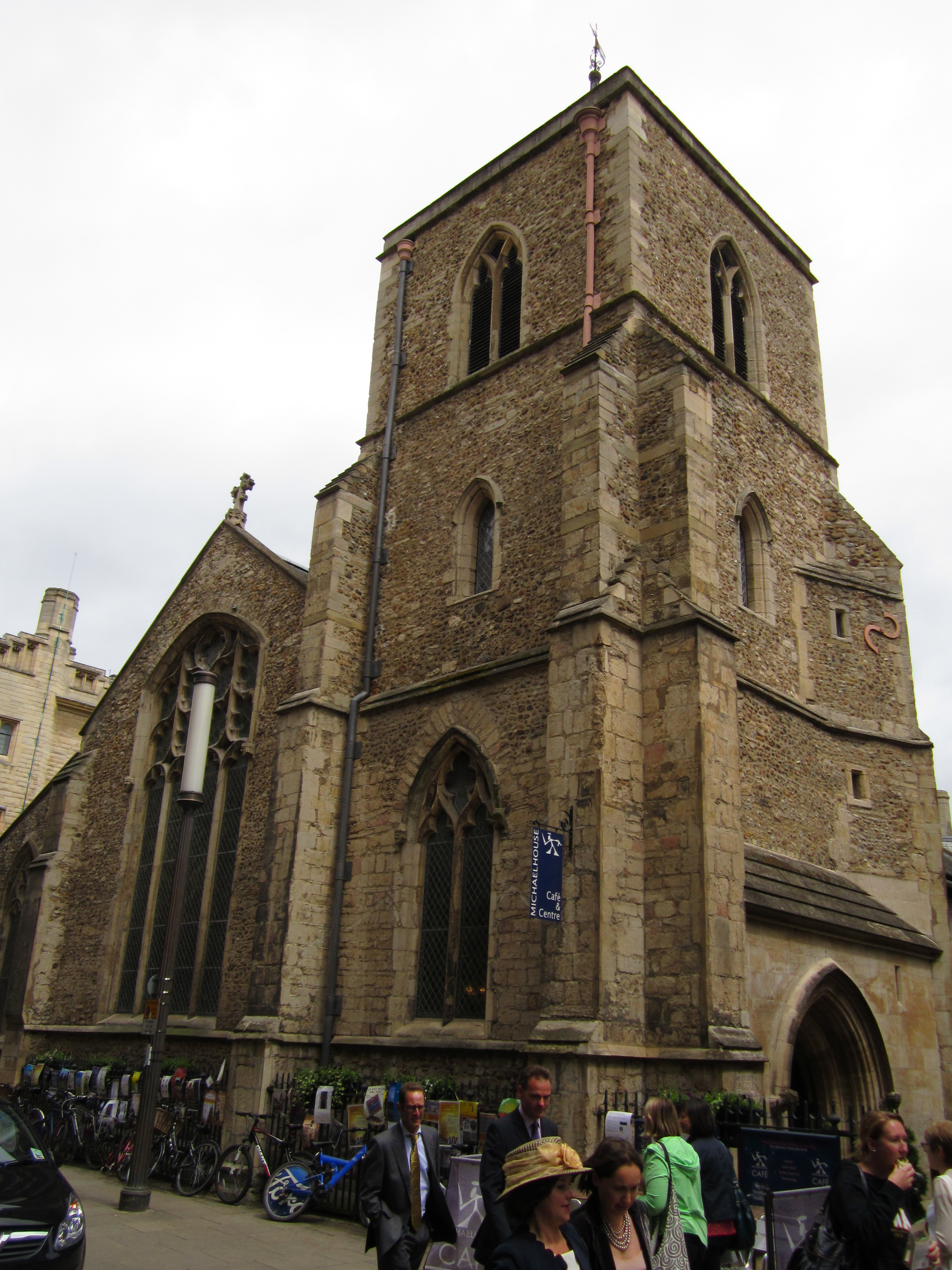
Den nuvarande St Michael's Church

Församlingskyrkan St Michael går troligen tillbaka till grundandet av staden Cambridge, även om inga skriftliga dokument finns bevarade före en värdering av stadens invånare 1217. Kyrkan byggdes om kraftigt av Hervey de Stanton i dekorerad gotisk stil och utformades för att tjäna både församlingen och skolan. Koret är tre travéer långt, en travé större än långhuset; Både koret och långhuset har rejäla sidoskepp. År 1324 hade de Stanton föreslagit för biskopen av Ely att rektorn och lärarna, som alla var medlemmar av prästerskapet, kunde hålla daglig gudstjänst för församlingen, eftersom de redan använde kyrkan som sitt kapell. Den 18 mars 1324/1325 installerades den förste rektorn i Michaelhouse, Walter de Buxton, som kyrkoherde i St Michael's Church.

### Församlingskyrka och kapell för tre colleges
Kyrkans långhus skulle ha använts för församlingsandakt, regelbunden predikan, universitetsdebatter och föreläsningar. Fram till färdigställandet av ett kapell för det intilliggande Gonville Hall 1396 delade både Michaelhouse och Gonville på användningen av de två sidoskeppen. Gonville använder sig av kyrkans norra sidoskepp och Michaelhouse använder sig av södra. Eftersom Gonville Hall var tillägnad Bebådelsen av den heliga Jungfru Maria, var altaret i norra gången också tillägnat den heliga Jungfrun. Altaret i södra sidoskeppet var känt som "S:t Gregorius av barmhärtighet", vilket tyder på att det skulle ha krönts av en bild av Medlidandet, det vill säga Kristus och lidandets redskap. Dess koppling till den helige Gregorius härrör från en vision av påven Gregorius den store när han firade mässan om Kristi verkliga närvaro och offer i det eukaristiska brödet. Ett av de senare vandrarhemmen i Michaelhouse delade invigningen av Collegekapellet. Även om altartavlan kan ha överlevt reformationen, skulle den definitivt inte ha överlevt den lokala Cromwellska ikonoklasmen, och förstördes med största sannolikhet, tillsammans med andra bilder i St Michael's, på annandag jul 1643. En senmedeltida scutum sancti Trinitatis (Treenighetens sköld), som under medeltiden allmänt troddes vara Sankt Mikaels sköld och troligen användes som skolans vapensköld, har dock överlevt i kapellets glasmålningar.
Michaelhouses prästerskap tjänade församlingen fram till upplösningen av colleget 1546. Från det att King's Hall Chapel revs 1550 till dess att Trinity College Chapel färdigställdes på samma plats under Elizabeth I av England 1565, använde de lärda i Trinity St Michael's Church som sitt kapell. I processen att etablera ett nytt kapell flyttades 36 kyrkbänkar som skapades 1485 av "John Day, Carvar" för King's Hall Chapel, några med snidade misericordia, till St Michael's, där de finns kvar än idag. Som efterträdare till Hervey de Stantons stiftelse fortsätter Trinity College att inneha beskydd av de levande i St Michael's och under 1500- till 1700-talen tjänstgjorde medlemmar i heliga ordnar vid Trinity College som präster (så kallade "kaplaner") i St Michael's. Den nuvarande kyrkohedern behåller denna titel.

### Stiftskyrkan
Från mitten av 1600-talet till mitten av 1800-talet användes kyrkan som en plats för biskops- och ärkebiskopsvisitationer för stiftet Ely. På samma sätt skulle stiftets konfirmationsgudstjänster hållas i St Michael's i stället för i Ely-katedralen. Den 11 november 1849, när församlingen samlades till söndagsgudstjänst, gjorde värmesystemet att kyrkans tak fattade eld, vilket resulterade i att George Gilbert Scott försiktigt byggde om taket och restaurerade kyrkan året därpå. Scotts renovering sträckte sig inte längre än till att introducera ett nytt stenhus på norra sidan av kyrkan, den stora omstruktureringen av kyrkan föll på Scotts son, George Gilbert Scott, Jr.

### Scotts renovering
Från 1870 till 1872 ombads George Gilbert Scott Jr att designa ett fint nytt östfönster till minne av en av församlingens präster, William Beamont. I samma veva föreslog Scott en fullständig ombyggnad av helgedomen, inklusive skapandet av en upphöjning med fyra trappsteg för att matcha nivåerna på 1300-talets sedilia, och skapandet av en hög ny altartavla som skulle sträcka sig "upp till tre fot över fönstercillnivån". För sina nya altaruppsatser i tre nivåer använde Scott delar av den befintliga, mycket mindre, altartavlan som skapades mellan 1864 och 1868 av träsnidaren Michiel Abeloos från Louvain. Abeloos hade tidigare samarbetat med George Gilbert Scott på de snidade korläktaren i Ely Cathedral. Abeloos figurer av ärkeänglarna Mikael och Gabriel, Den sista måltiden och skolans motto införlivades alla i ett mycket mer storslaget verk, ett verk av de lokala snickarna Rattee och Kett och konstnären F. R. Leach. I Cambridge samarbetade Leach också med George Frederick Bodley på taket och freskerna i All Saints' Church, taket i Jesus College Chapel och matsalstaket i Queens'. År 1874 målade Leach korets tak och valv efter ritningar av Scott som ett tackoffer, utan att acceptera någon betalning. Delar av det norra sidoskeppet hade tidigare målats efter ritningar av William Holman Hunt.

### Michaelhouse Centre

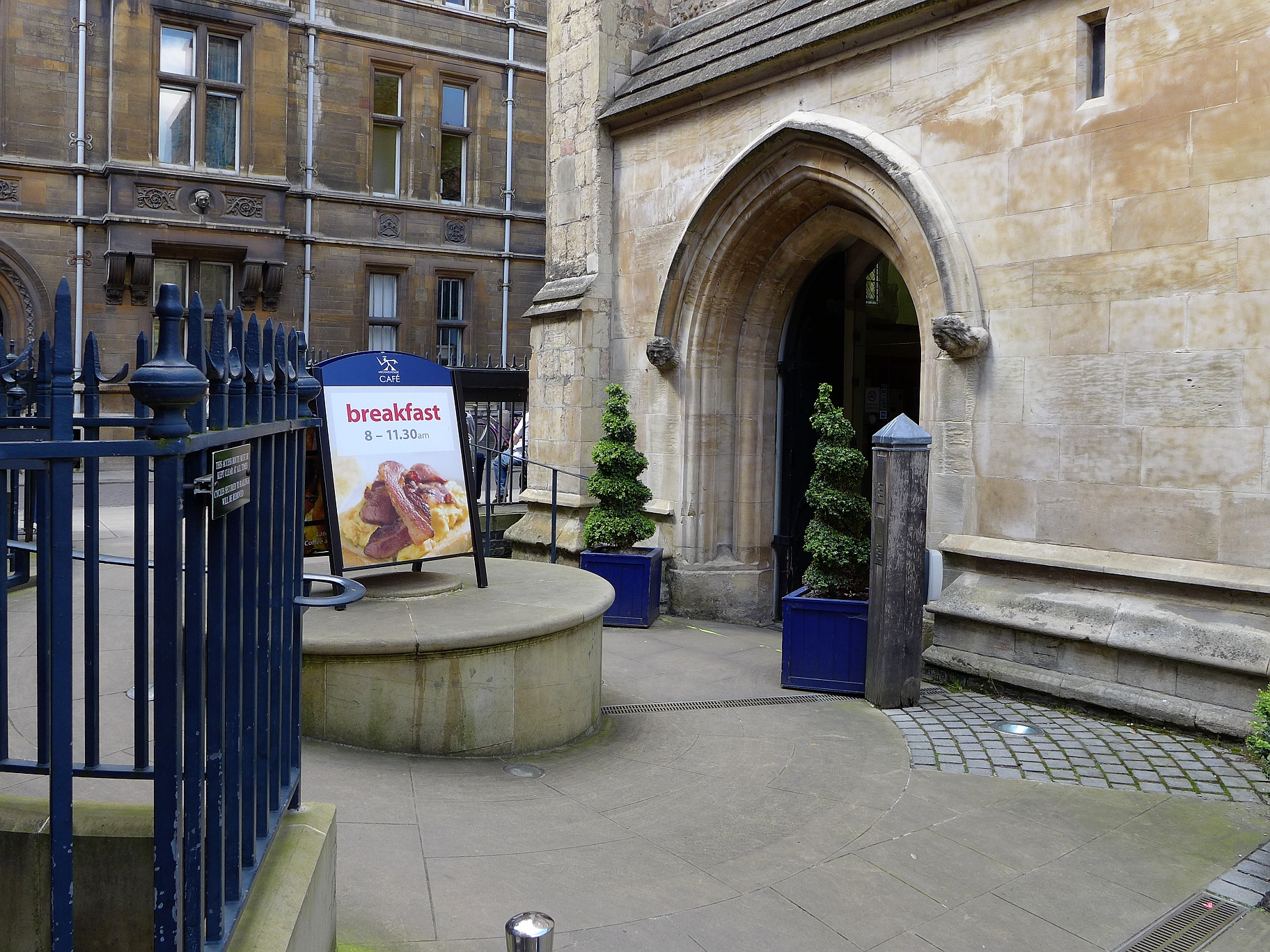
Entrén till Michaelhouse och caféet

Till slut visade det sig att församlingen var för liten för att vara hållbar. Redan från 1550, när det föreslogs att den skulle förenas med församlingen All Saints in the Jewry, hotades St Michaels församling av sammanslagning med grannförsamlingarna. Den förenades slutligen med Great St Mary's 1908. Kyrkan totalrenoverades 2001–2002 och bär nu skolans namn, Michaelhouse Centre, Cambridge. Den fungerar som en livlig vardagskyrka, allaktivitetshus, konstgalleri och ett kafé som drivs av en välgörenhetsstiftelse på uppdrag av kyrkorådet i den förenade församlingen. Kapellet intill de Stantons grav är uppkallat efter honom och utgör nu, liksom då, samlingspunkten för den dagliga andakten i den kyrka han byggde.